# Barnakorongos csigagomba
A barnakorongos csigagomba (Hygrophorus discoideus) a csigagombafélék családjába tartozó, Európában és Észak-Amerikában elterjedt, fenyvesekben élő, ehető gombafaj.

## Megjelenése
A barnakorongos csigagomba kalapja 2-6 cm széles, alakja domború, idősen kiterül, közepén néha lapos púppal. Felszíne nyálkás. Széle fiatalon begöngyölt. Színe fiatalon narancsbarna, vörösbarna, szélén hamar halványokkeresre vagy krémszínűre fakul, közepe sötét gesztenyebarna, feketésbarna marad. 
Húsa fehéres vagy halványbarnás. Szaga és íze nem jellegzetes. 
Kissé ritkás lemezei kissé lefutók. Színük fehéres vagy okkeres, idősen sárgásbarna.  
Tönkje 4-7 cm magas és 0,6-1 cm vastag. Alakja hengeres vagy tövénél vékonyodó, idősen üregesedik. Színe fehéres, a töve felé sárgásbarnás. Felszíne hosszanti szálas, a kalap alatt pelyhes-pikkelyes, csak nedves időben nyálkás. 
Spórapora fehér. Spórái elliptikusak, méretük 6-8 x 4-5 µm. 

### Hasonló fajok
A gyertyán-csigagomba lombos fák alatt él. A karcsú csigagomba és a sötétlábú fakógomba is hasonlít hozzá.

## Elterjedése és termőhelye
Európában és Észak-Amerikában honos. Magyarországon ritka.
Hegy- és dombvidéki fenyvesekben él, inkább meszes talajon. Szeptembertől novemberig terem. 

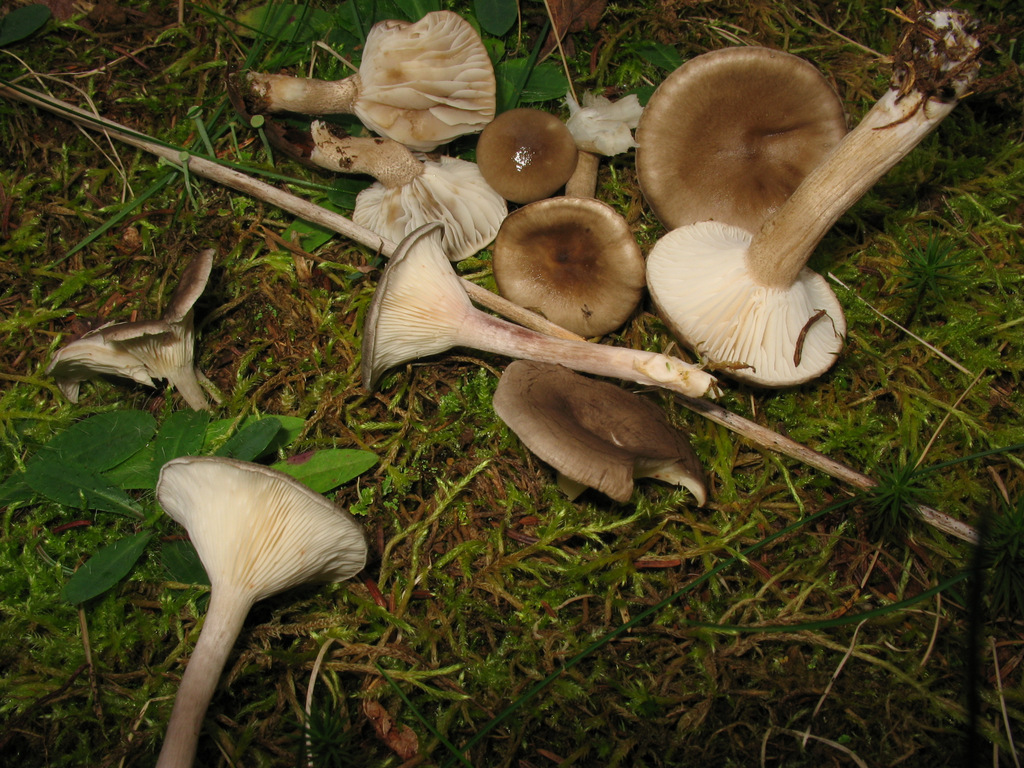
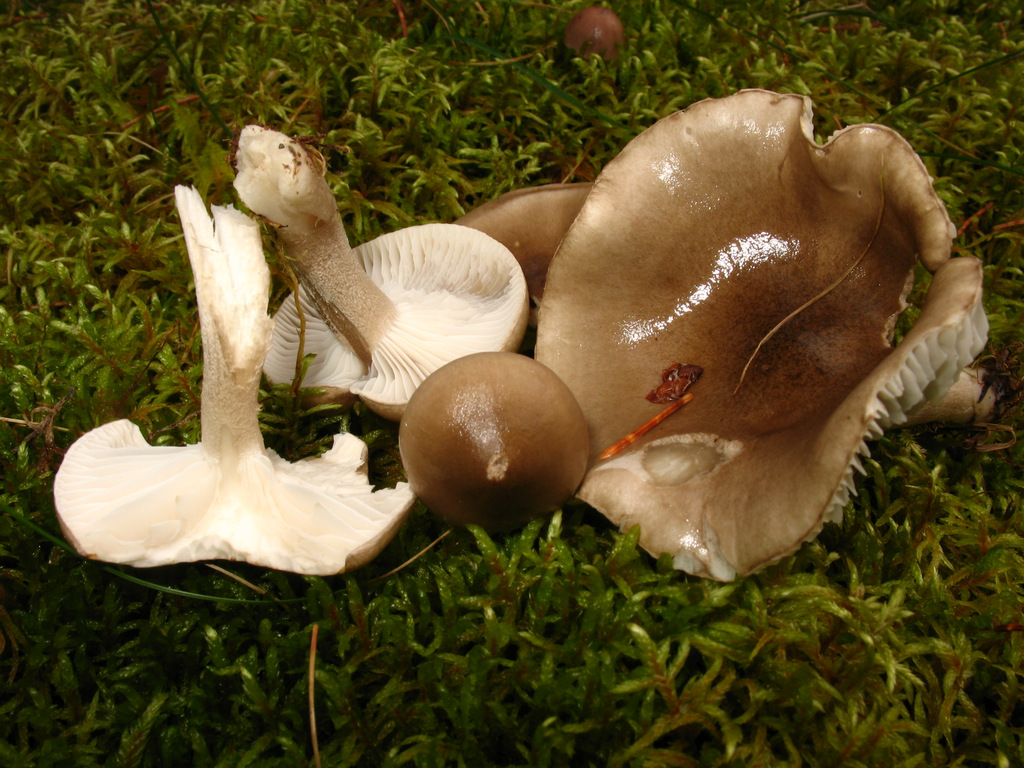

Ehető, de nem jó ízű gomba.  